# بونیا (مجارستان)
بونیا (به مجاری:  Bonnya) یک منطقهٔ مسکونی در مجارستان است که در ناحیه تاب واقع شده‌است. بونیا ۱۴٫۶۲ کیلومتر مربع مساحت و ۲۲۸ نفر جمعیت دارد.